# Lazareto (Cabo Verde)
Lazareto (también llamada Parque Indústrial do Lazareto) es una localidad caboverdiana del municipio de São Vicente.

## Geografía
La localidad está situada en la isla de São Vicente.

## Organización territorial
La localidad abarca el lugar de:
- Parque Indústrial do Lazareto